# Temple d'Apollon (Pompéi)
Pour les articles homonymes, voir Temple d'Apollon.
Le temple d'Apollon est un édifice cultuel de la cité antique de Pompéi en Italie.
Dans la partie sud-ouest de la ville, il est construit au IIe siècle av. J.-C. et subit plusieurs réparations et remaniements avant d'être finalement, comme le reste de la cité, détruit en 79 par l'éruption du Vésuve. Ce n'est pourtant que le dernier des édifices cultuels édifiés à cette même place et consacrés à Apollon depuis le VIIe siècle av. J.-C., même si le culte de ce dieu perd de son éclat au fil des siècles pour être supplanté par Jupiter.

## Localisation

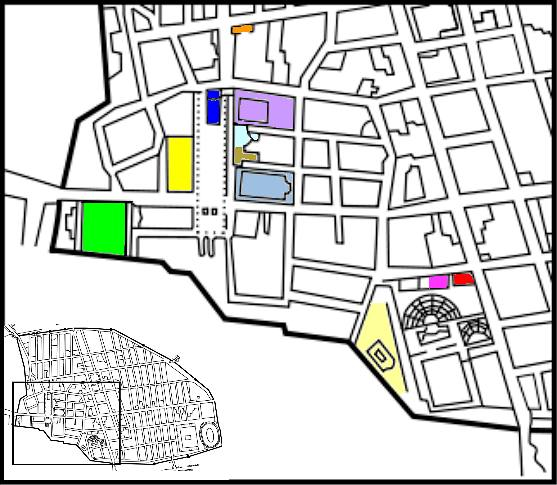
Le temple d'Apollon (rectangle jaune) sur un plan partiel de Pompéi.

Le temple est situé au sud-ouest de la ville, à l'ouest du forum civil et attenant à ce dernier sur un de ses grands côtés.
Son esplanade est longée au sud par le prolongement de la voie de l'Abondance à l'ouest du forum qui conduit à la porte Marine.

## Historique et études archéologiques
Le site du futur temple commence à être fréquenté vers la fin du VIIe siècle av. J.-C. avec l'instauration du culte d'Apollon — ce culte est attesté en Campanie depuis un siècle environ — et un premier sanctuaire, connu par son temenos et un autel, apparaît alors près de l'esplanade bordée de boutiques qui deviendra le forum ; ce temple a été faussement attribué à Vénus dans un premier temps et c'est ainsi qu'il figure dans les publications les plus anciennes. Un temple, de style étrusque, est construit au Ve siècle av. J.-C., sans doute en même temps que la première enceinte de la ville et le temple dorique du forum triangulaire ; il subsiste pendant plusieurs siècles, au cours desquels il subit modifications et remaniements et des vestiges de son podium, en blocs de pappamonte (une variété de tuf volcanique), ont été retrouvés.

Plan du temple.

Le temple, dans son architecture gréco-romaine classique et accompagné de son portique, est entièrement reconstruit au IIe siècle av. J.-C.. Il est alors l'un des monuments religieux les plus importants de la ville. Toutefois, le culte d'Apollon est progressivement supplanté par celui de Jupiter et le temple perd de son importance, ce qui va de pair avec le développement de la ville vers le nord et l'est qui le relègue à ses marges sud-ouest. Alors qu'il vient d'être entièrement rénové sous le règne de Néron, il est endommagé par le séisme de l'année 62 et il est encore en cours de réparation (de nombreux éléments en ont été retirés pour être restaurés) lorsqu'il est enseveli par le panache de cendre et de poussière lors de l'éruption du Vésuve en 79 qui cause la destruction de la ville.
Ce n'est qu'à partir de janvier 1817 que les fouilles sur le site permettent de retrouver ce monument, dans le prolongement des recherches dans le secteur du forum civil. Les fouilles se poursuivent en 1931-1932 puis en 1942-1943 sous la direction d'Amedeo Maiuri.

## Description

### Aire sacrée et portique

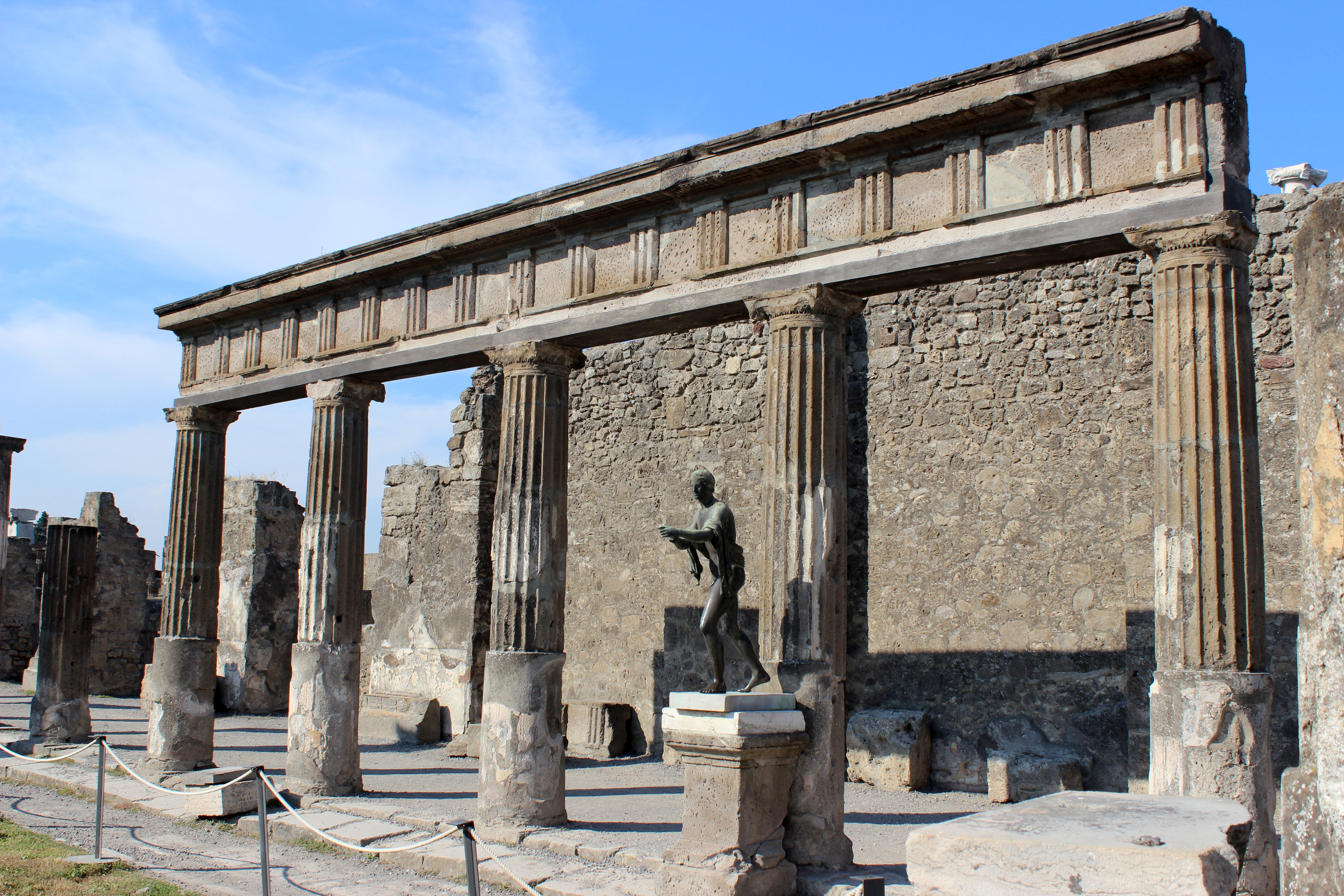
Vue partielle du portique.

L'espace sacré est entouré d'un portique dorique comportant 9 colonnes sur ses petits côtés et 17 colonnes sur ses grands côtés, les colonnes d'angle étant comptabilisées deux fois ; ces colonnes sont faites de tuf volcanique de Nocera. Une architrave au décor dorique repose sur les colonnes et sert de support à un second étage de colonnes dont il ne reste aucune trace. Certains chapiteaux, corinthiens et non ioniques, date de la reconstruction consécutive au séisme de 62. L'accès à cette esplanade se fait par le petit côté sud, mais aussi par des passages sur le grand côté est, vers le forum.

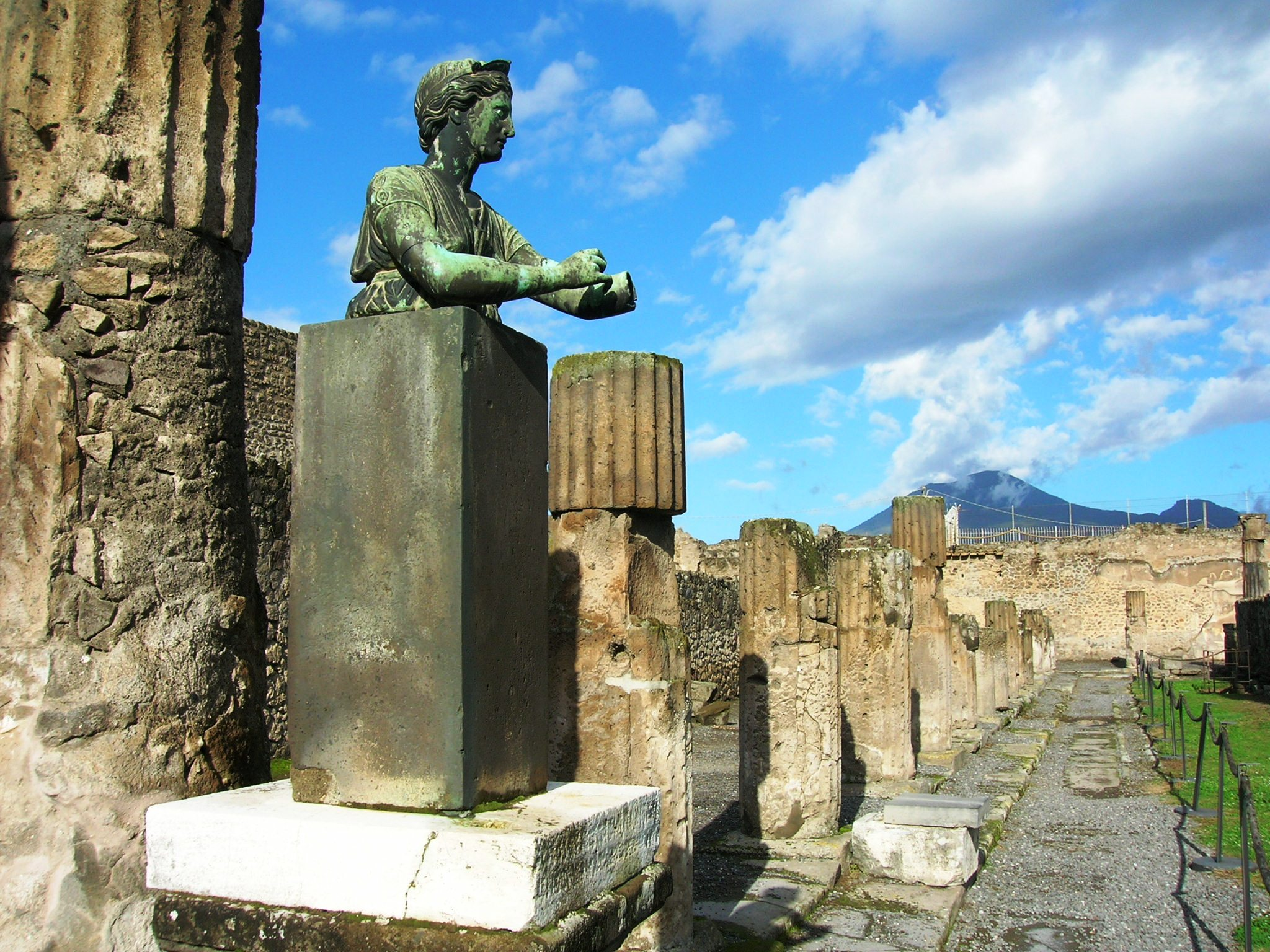
Statue de Diane.

Au pied de l'escalier permettant d'accéder au podium du temple se trouve un autel en marbre sur un socle de travertin. Cet autel porte le nom des quatre personnes (deux magistrats et deux édiles) ayant consacré le temple.
Une colonne érigée à l'époque augustéenne, alors que le temple a perdu de son importance, porte un cadran solaire installé à son sommet après les fouilles du site.
Plusieurs statues, retrouvées à l'occasion des fouilles (Diane, Apollon archer), sont préservées au musée archéologique national de Naples mais des copies en sont exposées sur l'esplanade du temple.
À l'est du portique, le mur de séparation avec le forum est reconstruit au IIe siècle av. J.-C. avec des pilastres de largeur décroissante pour masquer la légère différence d'orientation entre les deux structures.

### Templestricto sensu

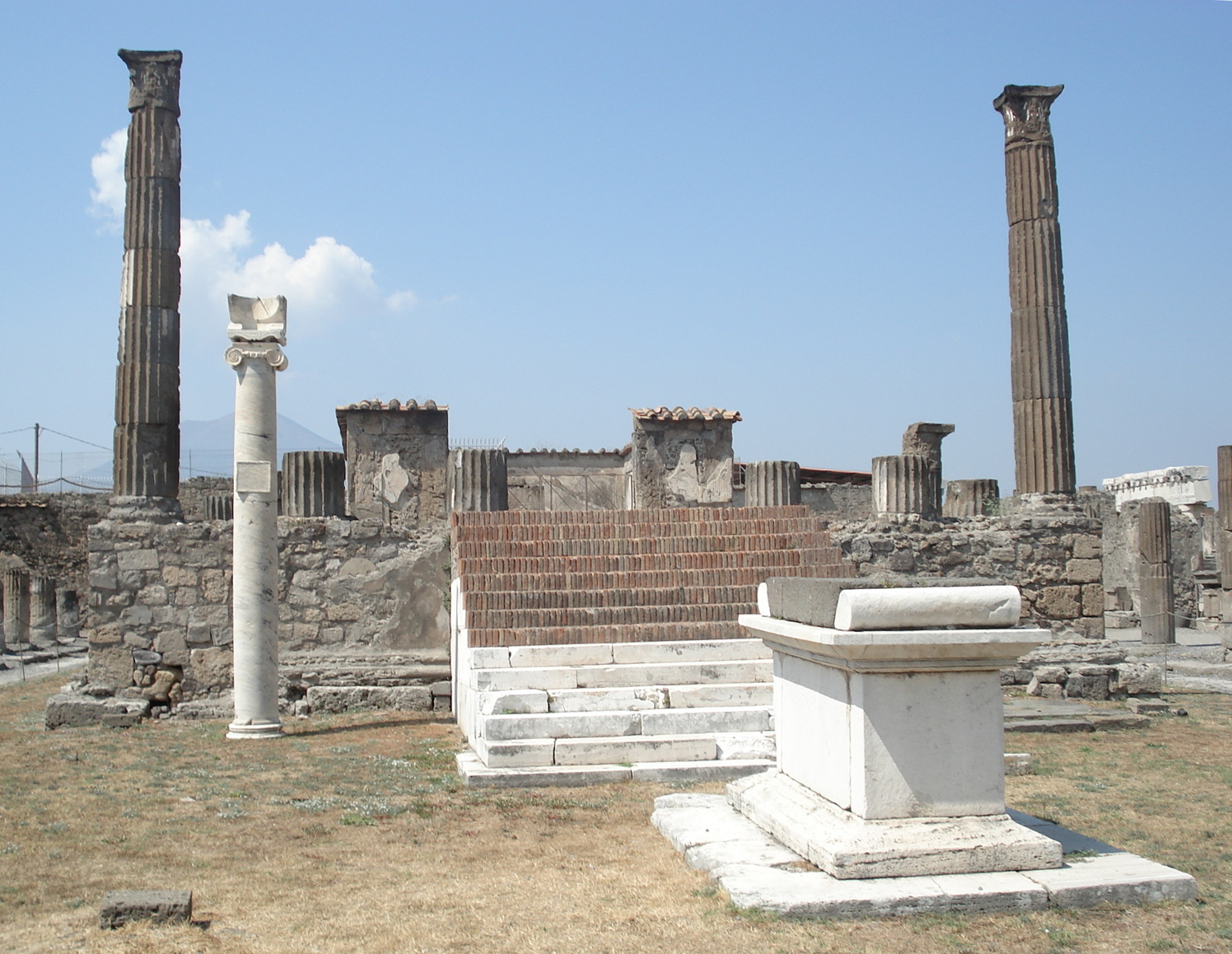
Vestiges du temple.

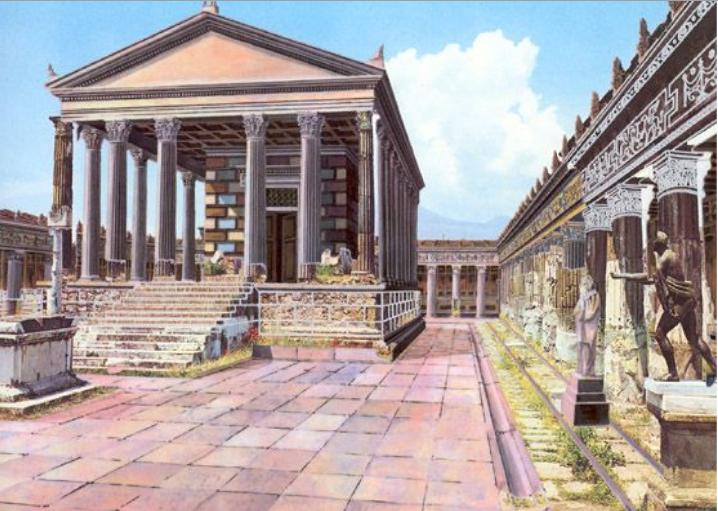
Vue d'artiste du temple.

Le temple reconstruit au IIe siècle av. J.-C. est édifié sur un podium élevé et accessible par un escalier en façade (sud-est) ; il est situé dans le fond de l'aire sacrée. Il s'agit d'un monument périptère (des colonnes libres entourent la cella et le pronaos) hexastyle (la façade est scandée de six colonnes) ouvert au sud-est et dont les grands côtés comportent 10 colonnes, toutes surmontées de chapiteaux corinthiens.
La cella est décentrée vers le fond du podium. Son sol est composé de motifs verts, blancs et noirs. Elle abrite un autel (succédant à un autre) qui supportait la statue disparue du dieu.